# Commodore 1551
Commodore 1551, изначально называемый как SFS 481, — это дисковод для домашних компьютеров Commodore Plus/4, Commodore 16 и Commodore 116. Он напоминает Commodore 1541 угольно-чёрного цвета, но  подключается к картрижному порту, обеспечивая более быструю работу, чем C64 с 1541. Есть сведения, что фирма Commodore планировала создать интерфейс для использования 1551 с C64, но этот интерфейс так никогда и не был выпущен.
За исключением более высокой скорости этот дисковод очень похож на 1541. Подобно 1541 он использует односторонние 170 килобайтные приводы для 5¼" дискет. Каждый диск разделяется на  664 256-байтных блока, доступных для данных пользователя, и 19 блоков для данных ДОС и единственного каталога; файловая система рассматривает каждый блок-сектор как кластер. Как и с другими односторонними дисководами фирмы Commodore, 1540 и 1541, вторую сторону дискеты можно использовать после вырезания второго отверстия для снятия защиты от записи в конверте дискеты. Это стало обычным делом, так как односторонии дискеты стали редкостью и стоили почти как двусторонние.
Дисковод использует GCR-кодирование и содержит MOS Technology 6510T процессор как контроллер привода. 6510T - это специальная версия процессора 6510, использованная только в 1551. ДОС ограничивает число файлов на диске числом 144, вне зависимости от числа свободных блоков, так как каталог имеет фиксированный размер, а подкаталоги не поддерживаются. ДОС 1551 совместима с 1541 и диск, записанный на одном дисководе, можно использовать на другом.
1551 сравнительно редкий дисковод. 1541 более доступен, так как совместим и с популярным C64, и с VIC-20, и поэтому 1541 часто использовался и с Plus/4. Из-за того, что 1551 совместим только с Plus/4, он плохо продавался в США и там его почти не производили. В Европе Plus/4 был более успешен, но там в 80-е самым популярным устройством для хранения данных был магнитофон. Поэтому 1551 не стал особенно популярным и в Европе.
1551 требует аппаратной переделки (разрезания перемычки, восстановить которую можно только пайкой) для смены номера устройства на 9. Заводской номер устройства — 8. Таким образом, к одному компьютеру можно подключать до двух дисководов этой модели.
Стандартная скорость передачи данных между 1551 и компьютером равна примерно 1 килобайту в секунду, что до трех раз быстрее 1541.